# Thestus philippensis
Thestus philippensis är en skalbaggsart som beskrevs av Schwarzer 1929. Thestus philippensis ingår i släktet Thestus och familjen långhorningar.
Artens utbredningsområde är Filippinerna. Inga underarter finns listade i Catalogue of Life.